# Pogana, Vaslui
Pogana este satul de reședință al comunei cu același nume din județul Vaslui, Moldova, România.

## Istoric
Prima atestare documentară a localității Pogana datează din 1433. Izvoarele istorice amintesc localitatea sub denumirea Cotmănești. Numele se datorești unui boier local, pe nume Cotman, care a avut moșii întinse pe aceste meleaguri. Abia in 1634 este consemnat „actul“ oficial de naștere al comunei Pogana de astazi. Nu se mai cunoaște proveniența denumirii de Pogana.